# Stockholm Närradio
Stockholm Närradio är en närradiostation i Stockholm där 25 olika föreningar sänder program av skilda slag på en handfull olika språk. Närradion är föreningslivets radio. Ideella föreningar, politiska partier, församlingar och kyrkliga samfälligheter, studentkårer och liknande organisationer kan sända egna program med stor frihet. På 95,3 MHz sänder bland annat den större kanalen Stockholm Lokalradio och även THS Radio och Rocket FM.
Stockholm närradio sänder på frekvenserna 88,0 MHz 95,3 MHz och 101,1 MHz.